# مصالی الحاج
مصالی الحاج ملقب به «ابو الامه» (عربی: مصالي الحاج) (زاده: ۱۶ مه ۱۸۹۸ – درگذشته: ۳ ژوئن ۱۹۷۴) در شهر تلمسان الجزایر به دنیا آمد. وی یکی از رهبران ملی الجزایر در جریان جنگ علیه اشغال فرانسه بود. او حزب ملی «ستاره شمال آفریقا» که بعدها تبدیل به حزب مردم الجزایر شد را تأسیس کرد، این حزب بعداً تبدیل به جنبش حمایت از آزادی‌های دمکراتیک و سرانجام جنبش ملی الجزایر شد.

## دوران نوجوانی و تحصیلات
مصالی الحاج در یک خانواده کشاورز به دنیا آمد و در محیطی که در آن سنت‌ها و اصول دین اسلام مورد احترام بود بزرگ شد. در سال ۱۹۱۸ به عنوان سرباز در ارتش فرانسه خدمت کرد و در جنگ جهانی اول شرکت داشت و در سال ۱۹۲۱ به الجزایر برگشت ولی به دلیل مواجه شدن با مشکلاتی برای پیدا کردن کار، در حالی که ۲۵ ساله بود مجبور به بازگشت به فرانسه در اکتبر سال ۱۹۲۵ شد.
در جریان فعالیت‌های سندیکایی در فرانسه تجربیاتی در زمینه کار سیاسی پیدا کرد و در همین دوران بود که به حزب کمونیست فرانسه نزدیک شد.

## فعالیت‌های سیاسی و انقلابی
مصالی ابتدا فعالیت‌هایش علیه استعمار فرانسه را به صورت سیاسی و مسالمت‌آمیز آغاز کرد ولی بعد از مدتی به مبارزه مسلحانه روی آورد و بارها هم در الجزایر و هم در فرانسه به زندان افتاد. او همچنین در سال ۱۹۴۵ به برزیل تبعید شد ولی همچنان فراخوان به استقلال الجزایر را پی گرفت. او در ژوئن ۱۹۲۶ حزب ستاره شمال آفریقا را تأسیس کرد، این حزب اگر چه الجزایری بود ولی به روی تونس و مغرب نیز باز بود و حتی تعدادی از سیاسیون تونس از جمله شاذلی خیرالله نیز تا سطح رهبری این حزب رسیدند. این حزب علاوه بر پیگیری خواسته‌های مردم الجزایر، خواسته‌های مادی، معنوی و اجتماعی مردم تونس و مغرب و در رأس آن‌ها استقلال ملی را نیز دنبال می‌کرد و به همین خاطر بود که مصالی الحاج به عنوان پیشتاز استقلال شناخته می‌شد و چندین بار به زندان افتاد و سرانجام نیز حزب او در نوامبر سال ۱۹۲۹ منحل شد؛ و بسیاری از اعضای آن به اقدامات مخفیانه روی آوردند. مصالی در تأسیسی احزاب سیاسی زیادی با هدف مبارزه برای استقلال الجزایر شرکت داشت و به پدر جنبش ملی معروف شد. او مخالف الحاق الجزایر به فرانسه بود و فعالیت زیادی نیز در این زمینه داشت و به همین خاطر بارها زندانی شد و املاک و دارائی‌هایش توسط فرانسویان مصادره گردید.

## بعد از استقلال
در ۴ مارس ۱۹۶۲ او تصریح کرد که آماده ادامه فعالیت برای برپایی دولت جدید بر اساس اصول دمکراتیک است و تأسیس یک حزب سیاسی به نام «حزب مردم الجزایر» را اعلام کرد ولی قانون الجزایر بعد از استقلال اجازه تأسیس احزاب سیاسی را نمی‌داد و لذا نتوانست ادامه بدهد.

## انقلاب الجزایر
هنگامی که در اول نوامبر سال ۱۹۵۴ انقلاب مسلحانه علیه استعمار فرانسه اوج گرفت، مصالی طرفدار فعالیت سیاسی و مخالف مبارزه مسلحانه بود و درهمین کادر نیز حزب جنبش ملی الجزایر تنها حزبی که التزامی به انقلاب نداشت را در سال ۱۹۵۴ تأسیس کرد و برخوردهای خونینی بین این حزب و جبهه آزادیبخش ملی هم در الجزایر و هم در فرانسه صورت گرفت. در این دوران مصالی الحاج محکوم به اقامت اجباری در فرانسه شد و از تأثیرگذاری او روی وقایع جلوگیری گردید. سپس در سال ۱۹۶۱ فرانسه تلاش کرد از تجزیه‌ای که بین وطن‌پرست‌های الجزایری پیش آمده بود استفاده کند و در این راستا جنبش ملی الجزایر را در مذاکرات شرکت داد ولی جبهه آزادیبخش آن را نپذیرفت و تسویه‌های درونی هر دو حزب افزایش یافت. مصالی در وقایع «ایویان» شرکت نکرد و الجزایر را به سمت فرانسه ترک و تا زمان وفاتش در سال ۱۹۷۴ در همان‌جا ماند.

## درگذشت
مصالی در ۳ ژوئن سال ۱۹۷۴ در پاریس در گذشت و پیکر او پس از انتقال به الجزایر در مقبره شیخ السنوسی در زادگاهش «شهر تلمسان» به خاک سپرده شد. این جمله معروف از مصالی همچنان در یادها مانده‌است. «الجزایر زمینی برای فروش نیست».